# ハクサンムーン
ハクサンムーンは、日本の競走馬。馬名の由来は冠名に父名の一部。2013年サマースプリントシリーズチャンピオン。

## 戦歴

### 2011年
12月の新馬戦を単勝1.2倍の人気に応え勝利。さらにキャリア1戦1勝の身ながら抽選をくぐり抜け、GI朝日杯フューチュリティステークスに出走している（最下位16着）。

### 2012年
掛かる気性を考慮されクラシック戦線には向かわず、短距離路線を転戦。1月の中山平場戦を勝ったあとはしばらく勝ち星から遠ざかっていたが、クラス分けがなされた6月、古馬との混合戦となる出石特別を勝利。さらに格上挑戦となったアイビスサマーダッシュ4着など短距離に適性を示し、11月の京阪杯にて重賞初勝利を記録している。

### 2013年
オーシャンステークスを経て高松宮記念に出走。前走9着という内容が嫌われ、10番人気という低評価であったが、同型馬不在を味方につけ逃げ粘り3着。その後休養を挟んだCBC賞では、タイム差無しの2着と結果を残したハクサンムーンは、2年連続の出走となったアイビスサマーダッシュにて、2つ目の重賞タイトルを獲得している。そしてセントウルステークスは大外から先頭に立つと追いすがるロードカナロアを振り切って重賞3勝目を飾ると共に2013年サマースプリントシリーズのチャンピオンとなった。そしてスプリンターズステークスは果敢にハナに立ち最後はロードカナロアに差されるも2着に入った。

### 2014年
2014年はオーシャンステークスから始動、1番人気に支持されるも13着に大敗。続く高松宮記念ではスタートで出遅れ後方からの競馬を強いられ、直線追い込むもコパノリチャードの5着に敗れた。サマースプリントシリーズには使わず夏は休養。秋はセントウルステークスから始動。それまでの主戦だった酒井学から戸崎圭太に乗り替わるもリトルゲルダの2着に敗れる。新潟開催となったスプリンターズステークスでは1番人気に支持されるものの残り100ｍで疾走してしまいスノードラゴンの13着に敗れ人気を裏切った。その後は阪神カップを使うも最下位となった。

### 2015年
前年同様オーシャンステークスから始動。戸崎圭太から再び酒井学に騎手を戻して挑むが、サクラゴスペルの2着に敗れた。本番の高松宮記念ではミッキーアイルと香港馬エアロヴェロシティと直線叩き合いを演じるも惜しくもエアロヴェロシティの2着に敗れ、休養に入った。秋も前年同様のローテーションを取り、セントウルステークス8着を経てスプリンターズステークスに挑むものの12着に敗れた。

### 2016年
2014年、2015年同様オーシャンステークスから始動。直線半ばまで先頭を譲らなかったが最後にエイシンブルズアイに差され、1馬身半差の2着に敗れる。その後は高松宮記念に挑むが、ローレルベローチェ、ミッキーアイルとの激しいハナ争いがハイペースを演出、直線粘り切れずに11着に敗れた。秋はセントウルステークスを予定していたが、帰厩後状態が上がらないためそのまま現役を引退した。引退後はレックススタッドで種牡馬となる。

## 個性派ホースとして
本馬場入場の際に騎手が跨ると必ずロデオのような旋回を見せることで知られ、ファンの間では何回回るかで体調の良し悪しが分かるとされ、回れば回るほど体調が良いとされていた。
また、馬房でもグルグルと旋回を繰り返すため、一時も目を離すことが出来なかったという。
栗東トレーニングセンターの閉門（午前10時）直前に坂路調教を行っていた。西園調教師は「繊細で人間は好きだが馬は嫌いで、調教で他の馬がいると嫌がった」としている。

## 競走成績
| 年月日     | 競馬場 | 競走名          | 格       | 頭数 | （人気） | 着順 | 騎手       | 斤量 | 距離（馬場）  | タイム | 着差 | 勝ち馬/（2着馬）       |
| ---------- | ------ | --------------- | -------- | ---- | -------- | ---- | ---------- | ---- | ------------- | ------ | ---- | ---------------------- |
| 2011.12.03 | 阪神   | 2歳新馬         |          | 11   | 0（1人） | 01着 | 岩田康誠   | 55   | 芝1400m（良） | 1:23.9 | -0.3 | （セシリア）           |
| 0000.12.18 | 中山   | 朝日杯FS        | GI       | 16   | （11人） | 16着 | 田中勝春   | 55   | 芝1600m（良） | 1:35.3 | -1.9 | アルフレード           |
| 2012.01.15 | 中山   | 3歳500万下      |          | 11   | 0（1人） | 01着 | 後藤浩輝   | 56   | 芝1200m（良） | 1:08.7 | -0.2 | （アースソニック）     |
| 0000.01.28 | 東京   | クロッカスS     | OP       | 12   | 0（5人） | 07着 | 後藤浩輝   | 56   | 芝1400m（良） | 1:22.9 | -0.5 | セイクレットレーヴ     |
| 2011.03.17 | 中京   | ファルコンS     | GIII     | 18   | 0（8人） | 11着 | 松山弘平   | 56   | 芝1400m（重） | 1:25.3 | -1.3 | ブライトライン         |
| 0000.05.13 | 京都   | 葵S             | OP       | 15   | 0（1人） | 09着 | 秋山真一郎 | 56   | 芝1200m（良） | 1:08.9 | -0.9 | マコトナワラタナ       |
| 0000.06.10 | 阪神   | 出石特別        | 1000万下 | 13   | 0（3人） | 01着 | 酒井学     | 54   | 芝1200m（良） | 1:07.8 | -0.8 | （グッドルッキング）   |
| 0000.07.22 | 新潟   | アイビスSD      | GIII     | 18   | 0（3人） | 04着 | 石橋脩     | 53   | 芝1000m（良） | 0:54.5 | -0.3 | パドトロワ             |
| 0000.09.01 | 小倉   | 北九州短距離S   | 1600万下 | 16   | 0（1人） | 04着 | 酒井学     | 55   | 芝1200m（良） | 1:07.4 | -0.1 | ツルマルレオン         |
| 0000.10.01 | 阪神   | 道頓堀S         | 1600万下 | 16   | 0（1人） | 01着 | 小牧太     | 55   | 芝1200m（良） | 1:08.0 | -0.3 | （ニシノビークイック） |
| 0000.11.03 | 京都   | 京洛S           | OP       | 16   | 0（1人） | 15着 | 小牧太     | 54   | 芝1200m（良） | 1:09.5 | -1.6 | サドンストーム         |
| 0000.11.24 | 京都   | 京阪杯          | GIII     | 18   | （10人） | 01着 | 酒井学     | 55   | 芝1200m（良） | 1:08.5 | -0.0 | （アドマイヤセプター） |
| 2013.03.02 | 中山   | オーシャンS     | GIII     | 16   | 0（3人） | 09着 | 石橋脩     | 56   | 芝1200m（良） | 1:09.4 | -0.9 | サクラゴスペル         |
| 0000.03.24 | 中京   | 高松宮記念      | GI       | 17   | （10人） | 03着 | 酒井学     | 57   | 芝1200m（良） | 1:08.3 | -0.2 | ロードカナロア         |
| 0000.06.30 | 中京   | CBC賞           | GIII     | 14   | 0（2人） | 02着 | 酒井学     | 57.5 | 芝1200m（良） | 1:08.0 | -0.0 | マジンプロスパー       |
| 0000.07.28 | 新潟   | アイビスSD      | GIII     | 18   | 0（1人） | 01着 | 酒井学     | 56   | 芝1000m（良） | 0:54.2 | -0.1 | （フォーエバーマーク） |
| 0000.09.08 | 阪神   | セントウルS     | GII      | 13   | 0（2人） | 01着 | 酒井学     | 56   | 芝1200m（良） | 1:07.5 | -0.0 | （ロードカナロア）     |
| 0000.09.29 | 中山   | スプリンターズS | GI       | 16   | 0（2人） | 02着 | 酒井学     | 57   | 芝1200m（良） | 1:07.3 | -0.1 | ロードカナロア         |
| 2014.03.08 | 中山   | オーシャンS     | GIII     | 16   | 0（1人） | 13着 | 酒井学     | 57   | 芝1200m（良） | 1:09.8 | -0.9 | スマートオリオン       |
| 0000.03.30 | 中京   | 高松宮記念      | GI       | 18   | 0（2人） | 05着 | 酒井学     | 57   | 芝1200m（不） | 1:13.0 | -0.8 | コパノリチャード       |
| 0000.09.14 | 阪神   | セントウルS     | GII      | 15   | 0（1人） | 02着 | 戸崎圭太   | 57   | 芝1200m（良） | 1:07.6 | -0.2 | リトルゲルダ           |
| 0000.10.05 | 新潟   | スプリンターズS | GI       | 18   | 0（1人） | 13着 | 戸崎圭太   | 57   | 芝1200m（良） | 1:09.4 | -0.4 | スノードラゴン         |
| 0000.12.27 | 阪神   | 阪神C           | GII      | 18   | （11人） | 18着 | 戸崎圭太   | 57   | 芝1400m（良） | 1:22.3 | -1.6 | リアルインパクト       |
| 2015.03.07 | 中山   | オーシャンS     | GIII     | 16   | 0（1人） | 02着 | 酒井学     | 56   | 芝1200m（稍） | 1:08.8 | -0.1 | サクラゴスペル         |
| 0000.03.29 | 中京   | 高松宮記念      | GI       | 18   | 0（6人） | 02着 | 酒井学     | 57   | 芝1200m（稍） | 1:08.6 | -0.1 | エアロヴェロシティ     |
| 0000.09.13 | 阪神   | セントウルS     | GII      | 16   | 0（2人） | 08着 | 酒井学     | 56   | 芝1200m（良） | 1:08.4 | -0.6 | アクティブミノル       |
| 0000.10.04 | 中山   | スプリンターズS | GI       | 15   | 0（5人） | 12着 | 酒井学     | 57   | 芝1200m（良） | 1:08.8 | -0.8 | ストレイトガール       |
| 2016.03.05 | 中山   | オーシャンS     | GIII     | 16   | 0（4人） | 02着 | 酒井学     | 56   | 芝1200m（良） | 1:07.7 | -0.2 | エイシンブルズアイ     |
| 0000.03.27 | 中京   | 高松宮記念      | GI       | 18   | 0（7人） | 11着 | 酒井学     | 57   | 芝1200m（良） | 1:07.5 | -0.8 | ビッグアーサー         |

## 種牡馬成績
初年度産駒は13頭で2020年にデビュー。2020年9月2日川崎競馬2Rでミタケプリンスが1着となり、産駒の初勝利を挙げた。2021年7月4日小倉競馬2Rでゲノムが1着となり、JRA初勝利となった。2021年8月15日には新潟競馬4Rで直線1000mの3歳未勝利をハクサンタマテバコが勝利した。アイビスサマーダッシュ勝ち馬の産駒が同じ舞台で行われる新潟直線1000mを勝利したのは史上初であった。

## 血統表
| ハクサンムーンの血統          | ハクサンムーンの血統                        | ハクサンムーンの血統      | （血統表の出典）          | （血統表の出典）  |
| 父系                          | ミスタープロスペクター系                    | ミスタープロスペクター系  | ミスタープロスペクター系  | [ § 2 ]           |
| 父 アドマイヤムーン 2003 鹿毛 | 父の父*エンドスウィープ End Sweep 1991 鹿毛 | *フォーティナイナー       | Mr. Prospector            | Mr. Prospector    |
| 父 アドマイヤムーン 2003 鹿毛 | 父の父*エンドスウィープ End Sweep 1991 鹿毛 | *フォーティナイナー       | File                      |                   |
| 父 アドマイヤムーン 2003 鹿毛 | 父の父*エンドスウィープ End Sweep 1991 鹿毛 | Broom Dance               | Dance Spell               | Dance Spell       |
| 父 アドマイヤムーン 2003 鹿毛 | 父の父*エンドスウィープ End Sweep 1991 鹿毛 | Broom Dance               | Witching Hour             |                   |
| 父 アドマイヤムーン 2003 鹿毛 | 父の母マイケイティーズ 1998 黒鹿毛          | *サンデーサイレンス       | Halo                      | Halo              |
| 父 アドマイヤムーン 2003 鹿毛 | 父の母マイケイティーズ 1998 黒鹿毛          | *サンデーサイレンス       | Wishing Well              |                   |
| 父 アドマイヤムーン 2003 鹿毛 | 父の母マイケイティーズ 1998 黒鹿毛          | *ケイティーズファースト   | Kris                      | Kris              |
| 父 アドマイヤムーン 2003 鹿毛 | 父の母マイケイティーズ 1998 黒鹿毛          | *ケイティーズファースト   | Katies                    |                   |
| 母 チリエージェ 2001 栗毛     | 母の父サクラバクシンオー 1989 鹿毛          | サクラユタカオー          | *テスコボーイ             | *テスコボーイ     |
| 母 チリエージェ 2001 栗毛     | 母の父サクラバクシンオー 1989 鹿毛          | サクラユタカオー          | アンジェリカ              |                   |
| 母 チリエージェ 2001 栗毛     | 母の父サクラバクシンオー 1989 鹿毛          | サクラハゴロモ            | *ノーザンテースト         | *ノーザンテースト |
| 母 チリエージェ 2001 栗毛     | 母の父サクラバクシンオー 1989 鹿毛          | サクラハゴロモ            | *クリアアンバー           |                   |
| 母 チリエージェ 2001 栗毛     | 母の母メガミゲラン 1992 鹿毛                | *シェイディハイツ         | *Shirley Heights          | *Shirley Heights  |
| 母 チリエージェ 2001 栗毛     | 母の母メガミゲラン 1992 鹿毛                | *シェイディハイツ         | Vaguely                   |                   |
| 母 チリエージェ 2001 栗毛     | 母の母メガミゲラン 1992 鹿毛                | モガミゲラン              | *モガミ                   | *モガミ           |
| 母 チリエージェ 2001 栗毛     | 母の母メガミゲラン 1992 鹿毛                | モガミゲラン              | ミスゲラン                |                   |
| 母系(F-No.)                   | 18号族(FN:18)                               | 18号族(FN:18)             | 18号族(FN:18)             | [ § 3 ]           |
| 5代内の近親交配               | Northern Dancer 5×5=6.25%                   | Northern Dancer 5×5=6.25% | Northern Dancer 5×5=6.25% | [ § 4 ]           |
| 出典                          | 1. 2. 3. 4.                                 | 1. 2. 3. 4.               | 1. 2. 3. 4.               | 1. 2. 3. 4.       |

- 半弟Warring States（父ヴィクトワールピサ）は2017年バヴァーリアンクラシック（英語版）（独G3）優勝馬。
- 半弟サトノレーヴ（父ロードカナロア）は2025年高松宮記念、2024年函館スプリントステークス、キーンランドカップ優勝馬。
- 祖母のメガミゲランはオープン馬で北九州短距離ステークスやアンドロメダステークスでオープンでの勝ち鞍があり、北九州記念で3着もあった。祖母の半姉のヤマフリアル（父：リアルシャダイ）はエリザベス女王杯2着馬。
- そのほかの主な近親に、香港でGI2勝を挙げたウインブライトがいる。詳細はミスブゼン#主なファミリーラインを参照。